# Giovanni Domenico Piastrini
Giovanni Domenico Piastrini o Piestrini (Pistoia, 4 settembre 1680 – Roma, 11 maggio 1740) è stato un pittore italiano attivo in Toscana e a Roma.

## Biografia
Ha imparato le prime abilità da suo padre, Francesco Maria, che aveva dipinto nelle chiese dell'Annunziata e di San Lorenzo di Firenze. Ma poi ha viaggiato a Roma per lavorare nello studio di Benedetto Luti. Dipinse per la Basilica della Madonna dell'Umiltà a Pistoia. Dipinse anche pale d'altare per le chiese della città (tra cui la Basilica di Santa Maria in Via Lata) e Pisa. Morì a Roma, e fu sepolto nella Chiesa di San Lorenzo in Damaso.